# Protocolo de Ouro Preto
O Protocolo Adicional ao Tratado de Assunção sobre a Estrutura Institucional do Mercosul (Protocolo de Ouro Preto) é um dos textos fundacionais e a primeira modificação do Tratado de Assunção que estabelece as bases institucionais para o Mercosul. Denominou-se assim porque foi assinado em 17 de dezembro de 1994 na cidade histórica de Ouro Preto, em Minas Gerais, Brasil, e é complementar às bases institucionais do Tratado de Assunção.
O Protocolo de Ouro Preto estabeleceu os órgãos permanentes do Mercosul já que o tratado original só prescreveu instituições provisórias. Além de estabelecer a estrutura institucional do Mercosul, o Protocolo de Ouro Preto atribuiu ao bloco a personalidade jurídica de direito internacional.
A partir deste tratado, tornou-se possível a criação de novos órgãos auxiliares, além dos que haviam sido criados pelo Tratado de Assunção, em 1991.

## Estrutura institucional do Mercosul estabelecida pelo Protocolo de Ouro Preto
O Protocolo de Ouro Preto criou os seguintes órgãos do Mercosul:
1. O Conselho do Mercado Comum (CMC);
2. O Grupo Mercado Comum (GMC);
3. A Comissão de Comércio do Mercosul (CCM);
4. A Comissão Parlamentar Conjunta (CPC) (agora substituída pelo Parlamento do Mercosul);
5. O Foro Consultivo Econômico-Social (FCES);
6. A Secretaria Administrativa do Mercosul (SAM).[2]

Destes órgãos, o Conselho do Mercado Comum (CMC), o Grupo Mercado Comum (GMC) e a Comissão de Comércio do Mercosul (CCM) foram dados a o poder de capacidade decisória como órgãos intergovernamentais.

#### Conselho do Mercado Comum
O Conselho do Mercado Comum é o mais superior dos três órgãos com capacidade de decisão. Cada um dos cinco países é representado por dois ministros, um do Departamento Econômico e um do Departamento de Relações Exteriores. O líder deste órgão gira regularmente. O CMC atua emitindo Decisões. Essas decisões requerem unanimidade entre todos os 10 ministros. O foco principal do órgão é garantir que os Tratados e Decisões sejam seguidos pelos países membros, e permitir que os países membros negociem e assinem Decisões relativas a outros países.

#### Grupo Mercado Comum
O GMC é o órgão executivo com capacidade de decisão. Possui quatro representantes de cada país. Além dos departamentos do CMC, o GMC conta com representação dos Bancos Centrais. O GMC redige decisões para o CMC e auxilia o CMC na pesquisa e na deliberação de decisões. O GMC se manifesta por meio de Resoluções que exigem unanimidade de todos os membros. O GMC pode receber tarefas delegadas do CMC e pode delegar tarefas ao CCM.

#### Comissão de Comércio do Mercosul
O CCM é o terceiro órgão com poder de decisão e auxilia o GCM focando na implementação das políticas de comércio. Este órgão se reúne com mais freqüência do que o CMC ou GMC. Sua principal tarefa é monitorar o comércio, tanto entre os países membros quanto com outros países. O CCM analisa os efeitos reais da política comercial e, a seguir, recomenda novos métodos de promoção do comércio justo e igualitário. Esse órgão se manifesta por meio das Diretrizes ou Propostas.

#### Comissão Parlamentar Conjunta
Estabelecida como o órgão representativo dos parlamentos dos Estados Partes feita por representantes de igual número por cada Estado Parte. A missão do órgão foi "acelerar os procedimentos internos" dos Estados Partes para fazer entrar em vigor as normas decididas pelos outros órgãos do Mercosul. Também refere recomendações ao Conselho do Mercado Comum.

#### Foro Consultivo Econômico-Social
O FCES é um órgão que fornece informações ao GMC. Realiza estudos e avalia se a implementação do Mercosul é efetiva. Busca formas de promover uma melhor integração do Mercosul na sociedade como um todo.

#### Secretaria Administrativa do Mercosul
O SAM é um "órgão de apoio operacional". A sede fica em Montevidéu, onde o órgão arquiva informações e realiza suas demais tarefas. O SAM deve auxiliar todos os outros órgãos em suas tarefas e fornecer assistência logística sempre que necessário. O SAM é a voz do Mercosul. Atualiza o "Boletim Oficial do Mercosul" e traduz as palavras dos órgãos. O Diretor é eleito para mandatos de dois anos e alterna entre os países.

## Outros poderes estabelecidos pelo Protocolo de Ouro Preto
Além de estabelecer os poderes de cada órgão, o Protocolo de Ouro Preto também deu ao Mercosul a "personalidade jurídica de Direito Internacional" com todos os direitos e privilégios de um órgão intergovernamental com decisões do CMC, o GMC e a CCM sendo decisões jurídicas obrigatórias. O Protocolo de Ouro Preto estabeleceu que as decisões tomadas pelos órgãos seriam por consenso de todos os Estados Partes e comprometiam-se adotar qualquer tipo de legislação ou normas necessárias para cumprir com as decisões dos órgãos de Mercosul. Também estabeleceu um processo de cumprimento para assegurar que as normas entrarão em vigor simultaneamente.
O Protocolo de Ouro Preto também forneceu um sistema de solução de controvérsias e exigiu que os Estados Partes efetuaram "uma revisão do atual sistema de solução de controvérsias . . . antes de culminar o processo de convergência da tarifa externa comum". Além disso, garante um orçamento financiado pelos Estados Partes para a operação dos órgãos do Mercosul.